# Ягорлицьке поселення
Ягорлицьке античне поселення – унікальна археологічна та історична пам'ятка, що належить до античності (9 ст. до н. е. – 4 ст.).
Розташована в Голопристанському районі, с. Іванівка.
Постановою Кабінету міністрів України № 1761 від 27.12.2001 р. занесена до Державного реєстру нерухомих пам'яток України. Постановою Кабінету міністрів України № 928 від 3.09.2009 р. статус Ягорлицького поселення як пам'ятки археології України національного значення підтверджено.